# آرشین مال آلان

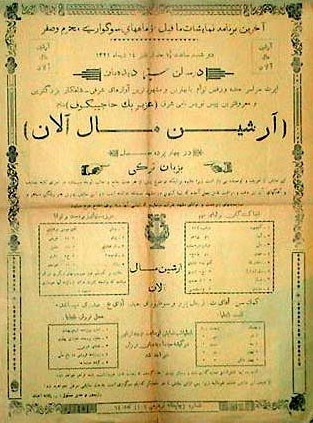
در حال ویرایش آرشین مال آلان

آرشین مال آلان (به ترکی آذربایجانی: Arşın Mal Alan) (قواره‌فروش) از داستان‌های فرهنگ آذربایجانی است که در سال ۱۹۱۳ میلادی توسط اُوزِئیرحاجی‌بیگف موسیقی‌دان شهیر آذربایجانی به صورت اپرت (Operetta) در دو پرده تهیه شده‌‌است. اولین بار این اپرا در ۲۵ اکتبر ۱۹۱۳ در تئاتر تقی‌اف آذربایجان اجرا شده‌است. در سال ۲۰۱۳ صدمین سالگرد این اپرا توسط یونسکو جشن گرفته‌ می‌شود.

## داستان
«عسگر» که یک تاجر ثروتمند است که برخلاف رسم روزگار می‌خواهد همسر آینده‌اش را خود انتخاب کند؛ بنابراین با مشکلات مربوطه دست به گریبان می‌شود. عسگر که دارای عقاید روشن‌فکرانه و مدرن است به توصیه دوست خود (سلیمان) تغییر قیافه داده خود را به صورت یک‌پارچه فروش دوره‌گرد درمی‌آورد تا به این روش بتواند با فروش پارچه به زنان، همسر مورد علاقه خود را پیدا کند…

## شخصیت‌ها
- عسگر:تاجر جوان و ثروتمند که در قالب یک پارچه‌فروش به دنبال همسر دلخواهش می‌گردد.
- گلچهره:دختر سلطان‌بیگ و معشوقه عسگر
- سلطان‌بیگ:پدر ثروتمند گلچهره
- خاله جهان:خاله‌ی عسگر
- ولی:نوکر عسگر که او را در یافتن همسر مناسب،همراهی می‌کند.
- سلیمان:دوست عسگر که به وی توصیه می‌کند برای یافتن همسر،نقش یک پارچه‌فروش را بازی کند.
- آسیه:برادر زاده سلطان‌بیگ
- تلی:ندیمه سلطان‌بیگ

## فیلم‌ها
بر اساس این داستان پنج نسخه فیلم تهیه شده‌است که از آن‌ها سه فیلم به زبان ترکی آذربایجانی، یک فیلم به زبان فارسی و یک فیلم به زبان ارمنی است.
نسخه‌های اول و دوم این اثر در سال‌های ۱۹۱۷ و ۱۹۳۷ قبل از انقلاب بلشویک‌ها و پایه‌گذاری اتحاد جماهیر شوروی تهیه شد. چند ماه پس از نمایش اولین نسخه این فیلم، ترجمه آن در کشورهایی مانند روسیه، ارمنستان، یونان، ایران، انگلستان، فرانسه، ازبکستان و تاجیکستان نیز به نمایش درآمد. نسخه سوم فیلم به دستور استالین در زمان حکومت شوروی سابق و جنگ جهانی دوم تهیه شد که رشید بهبودف در این فیلم نقش عسگر را بازی کرد.

## درون‌مایه
موزیکال «آرشین مال آلان» نگاهی انتقادی و طنزگونه به برخی آداب و رسوم اجتماعی قدیم دارد که باعث به‌وجود آمدن محدودیت در فعالیت اجتماعی زنان یا برقراری ارتباطات اجتماعی میان زن و مرد می‌شود. حاج بایف پیش از این در «اپرای لیلی و مجنون» (۱۹۰۸) که منجر به تهیه دو فیلم موزیکال دیگر شد نیز چنین تجربه‌ای داشت.

## نمایش در ایران
نخستین اپرای کوچک (اپرت) در ایران اپرت آرشین مال آلان بود در سال ۱۲۹۵ توسط گروه هنری هوهانس تومانیان در تهران بر روی صحنه رفت. این اپرت چهار سال قبل از آن برای نخستین بار در باکو اجرا شده بود. نقش‌آفرینان اپرت از میان اعضای «انجمن خیریه زنان ارمنی تهران» انتخاب شدند. اپرت مزبور در ابتدا در مدرسه محله حسن‌آباد، بعداً در محوطه کاخ گلستان و سرانجام در تالار گراند هتل به مورد اجرا گذارده شد.
مدت کوتاهی پس از اجرای فوق، گروه هنری مسیو آبوویان به تهران آمده و در نخستین هفته‌های سال ۱۲۹۶ اپرت آرشین مال آلان را در «سالن گراند هتل به نمایش» گذارد. اپرت مزبور «به زبان ترکی» و همراه با «ساز و موزیک مخصوص به خود» و «در چهار پرده» به نمایش درآمد و در طول یک ماه پس از آن، سه بار دیگر بر روی صحنه رفت.
از آنجا که استقبال از آرشین مال آلان بسیار زیاد بود گروه هنری گستانیان (مارگو و میشا گستانیان) در آذر ماه ۱۳۰۱ مجدداً این اپرت را به روی صحنه بردند.